# Berghuizen (Drenthe)
Berghuizen is een dorp in de gemeente De Wolden, provincie Drenthe (Nederland). 

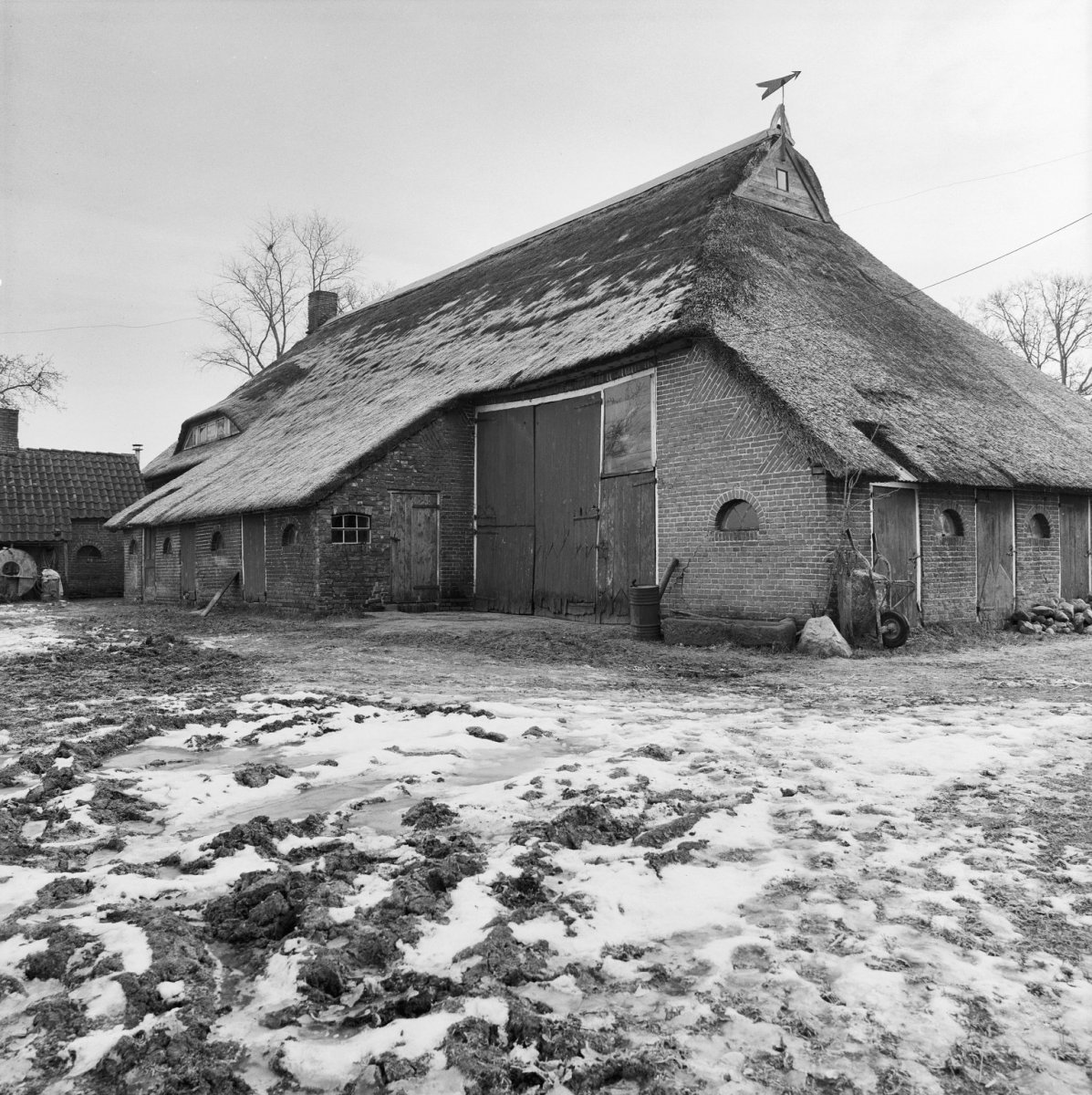
Monumentale boerderij in Berghuizen

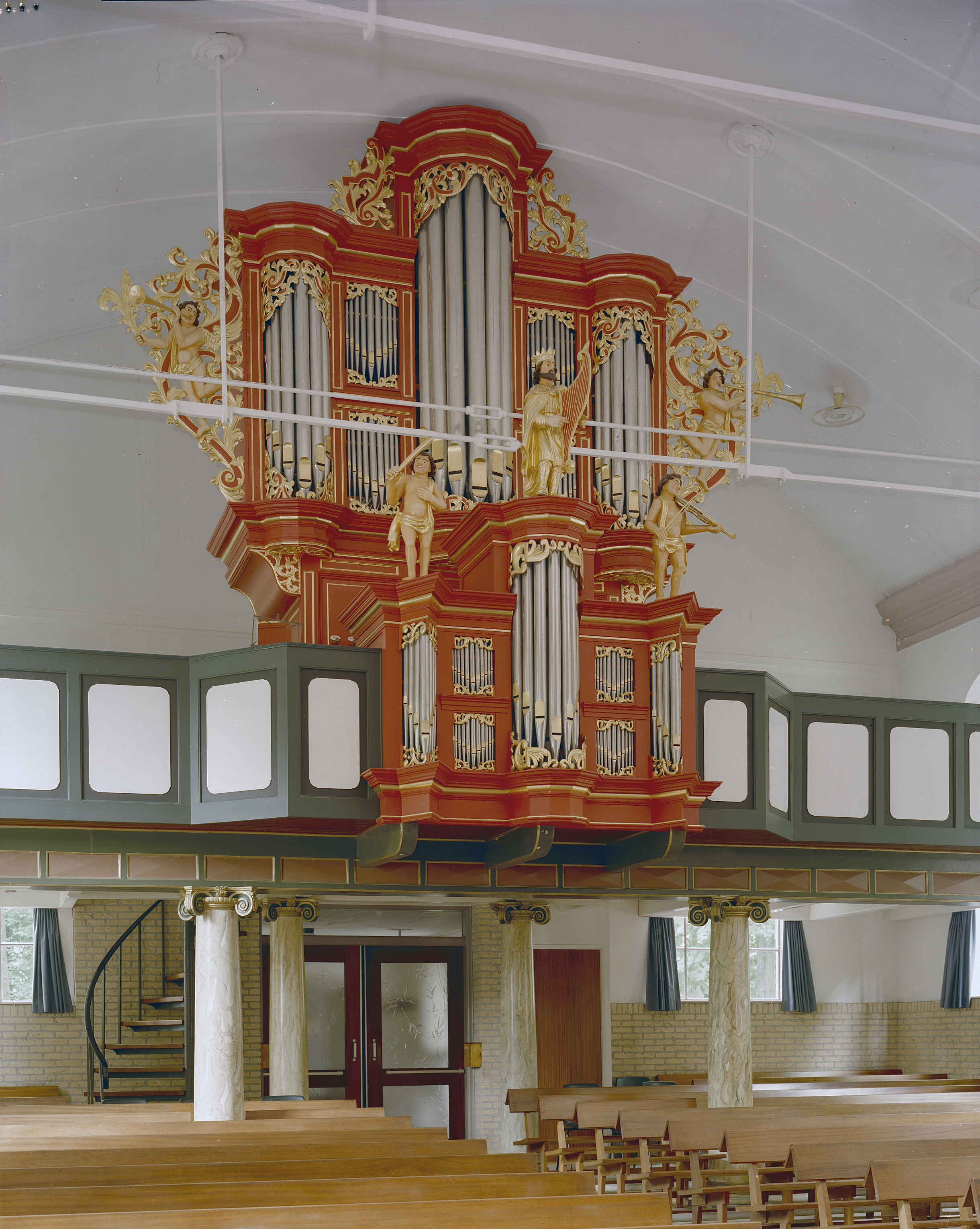
Het 18e-eeuwse orgel in de kerk van Berghuizen

## Ligging
Het dorp ligt vlak bij de N375 tussen Ruinerwold en Koekange en heeft een eigen bebouwde kom, maar bij adressering moet Ruinerwold worden vermeld. Een aantal woningen ligt aan een meertje met de naam "het Gat van Berghuizen" (ook wel bekend als "Trekgat"). Dit meertje is een zogenaamde pingoruïne, een overblijfsel uit de ijstijden. Het is nu een natuurgebied in eigendom bij de vereniging Natuurmonumenten. Een aantal  woningen ligt aan zandpaden rondom dit natuurgebied.
Er is geen basisschool meer in Berghuizen. De prot. chr. Harm Vonckschool is gesloten wegens het niet meer halen van het minimum kindertal dat wettelijk nodig is. Kinderen konden en kunnen nu terecht in Ruinerwold of Koekange. Het schoolgebouw is verkocht en heringericht tot Kinderopvang met de naam 'Uit En Toch Thuis'. Er is een dorpshuis 'De Bargen'. Berghuizen heeft actieve verenigingsgezinde inwoners; er zijn een toneel-, muziek- en voetbalvereniging. De muziekvereniging heeft als toepasselijke naam 'De Bergklanken'.

## Kerk
Het kerkgebouw van de Gereformeerde Kerk van Ruinerwold en Koekange staat in Berghuizen. Deze kerk is een van de oudste gereformeerde kerken in Drenthe, geïnstitueerd door ds. Hendrik de Cock in 1835. Bij de kerk behoorde tot 1846 een theologische hogeschool, de voorloper van de opleiding in Kampen. De school stond aan het Trekgat in Berghuizen. De kerk is vanaf 1 mei 2004 aangesloten bij de PKN.
De kerk heeft de status van rijksmonument vanwege het kerkorgel, dat in 1743 vervaardigd is door de orgelbouwer Matthias Amoor voor de hervormde kerk in Raamsdonk. In 1850 verhuisde het naar de hervormde kerk van Aartswoud en in 1884 werd het doorverkocht aan de kerk in Berghuizen. Bij een restauratie in 1951 voorzag K. Doornbos het van een rugpositief en een vrij pedaal. Deze attributen werden gehandhaafd toen de firma Flentrop het orgel in 1978 opnieuw restaureerde.